# Podcyrie
Podcyrie (ukr. Підцир'я) – wieś na Ukrainie w rejonie koszyrskim obwodu wołyńskiego.

## Historia
Pod koniec XIX w. wieś w gminie Kamień Koszyrski, w powiecie kowelskim.